# Alkippe (Tochter des Ares)
Alkippe (altgriechisch Ἀλκίππη Alkíppē) ist eine Figur der griechischen Mythologie.
Sie war die Tochter des Gottes Ares und der Aglauros. Als Halirrhothios, ein Sohn des Poseidon, versuchte, sie zu vergewaltigen, rächte sich Ares an ihm, indem er Halirrhothios tötete. Dafür wurde er von Poseidon angeklagt. Die zwölf Götter, die auf dem Areopag die Gerichtsverhandlung abhielten, sprachen ihn jedoch frei.
Der Sage nach erhielt der Areopag auf diese Weise seinen Namen („Hügel des Ares“) und seine Funktion als Sitz des obersten Strafgerichts, die er bis in die Spätantike behielt.